# Glenn Clarke
Glenn Clarke (nascido em 26 de julho de 1963) é um ex-ciclista australiano que competiu nos Jogos Olímpicos de Verão de 1984, representando a Austrália na corrida por pontos.